# Česnek stopečkatý
Česnek stopečkatý (Allium stipitatum) je druh jednoděložné rostliny z čeledi amarylkovitých.

## Popis
Jedná se o vytrvalou cca 100–150 cm vysokou rostlinu s podzemní cibulí, která je kulovitá žlutá s opadavými šupinami, asi 3–6 cm v průměru ,. Lodyha je lysá, listů je 4-6. Listy jsou přisedlé, čepele jsou čárkovité až široce čárkovité, až 5 cm cm široké, na rubu na žilkách a na okraji výrazně brvité. Květy jsou uspořádány do květenství, jedná se o lichookolík (stažený šroubel), který je kulovitý. Tyčinky jsou asi stejně dlouhé jako okvětí. Okvětní lístky jsou červenofialové. Plodem je tobolka.

## Rozšíření ve světě
Druh má svoji domovinu ve střední Asii, v Pákistánu a Afghánistánu.

## Rozšíření v Česku
V ČR to je nepůvodní druh. Je často pěstován jako okrasná rostlina.

## Galerie Obrázků

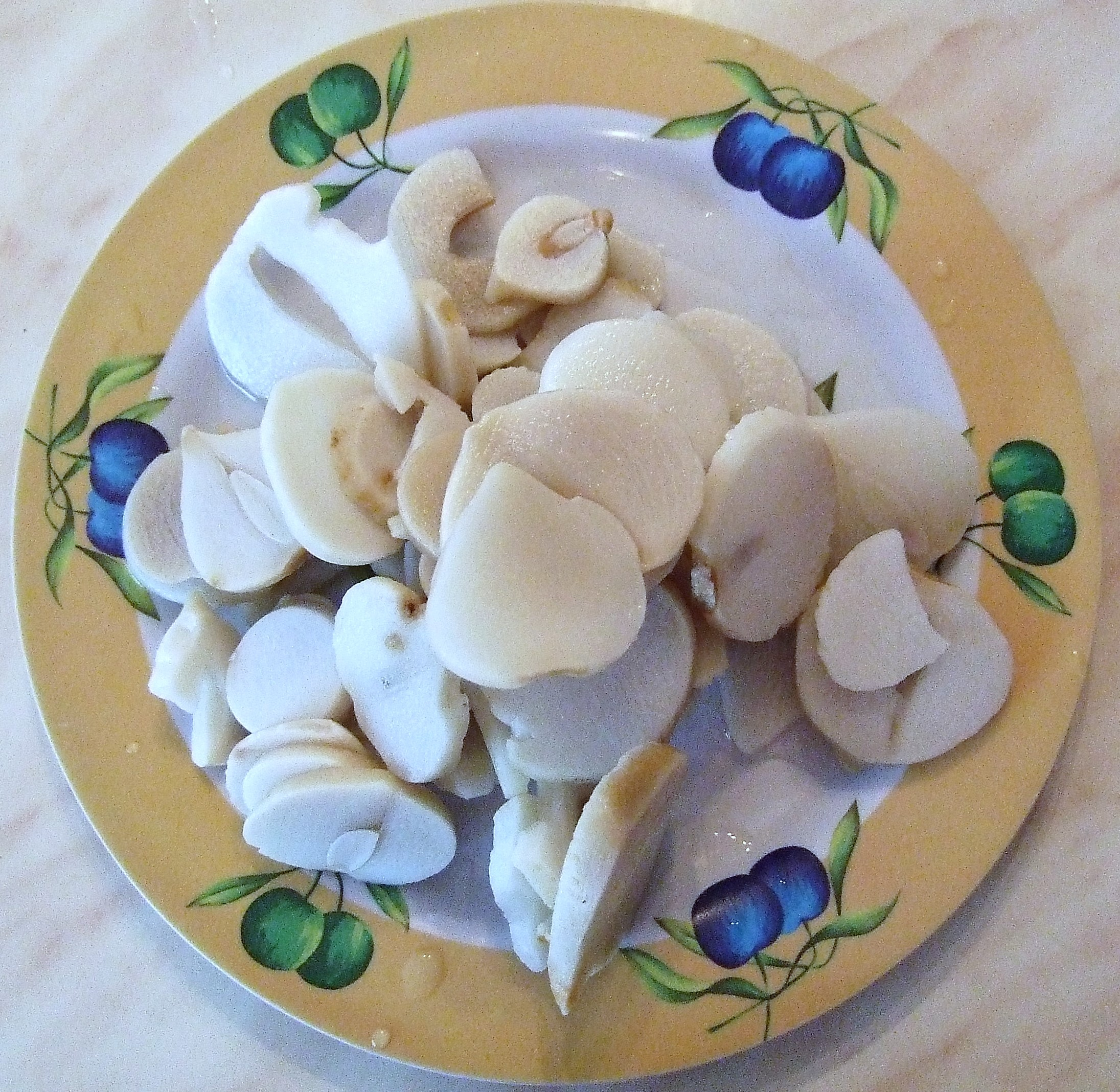
Nakrájené cibule česneku stopečkatého